# Фајак
Фајак (грч. Φαίαξ) је у грчкој митологији било име више личности.

## Етимологија
Име Фајак има значење „светли долазак“.

## Митологија
1. Био је родоначелник народа Фајачана, по коме су и добили назив. Био је син Посејдона и Коркире. Корон је писао да је он био Алкинојев и Локаров отац.[2][3]
2. Према Плутарху, човек из Саламине, који се помиње у миту о Тезеју. Он је на прамцу управљао бродом који је покретало тридесет весала, јер у његово време Атињани још увек нису овладали пловидбом. Роберт Гревс је указао да је овај Фајак заправо био родоначелник Фајачана.[1][2] Плутарх је писао да постоје докази да је Тезеј изградио спомен капеле у част своја два капетана; Науситоја и Фајака у Фалеруму поред храма Скира и да се говорило да је празник Кибернезија (празник капетана или „пилота“) био успостављен њима у част.[4]